# Igor Ożyganow
Igor Olegowicz Ożyganow, ros. Игорь Олегович Ожиганов (ur. 13 października 1992 w Krasnogorsku) – rosyjski hokeista.

## Kariera
- Krasnaja Armija Moskwa (2009-2012)
- CSKA Moskwa (2011, 2012, 2013)
- Amur Chabarowsk (2012-2013)
- Sibir Nowosybirsk (2013-2015)
- CSKA Moskwa (2015-2018)
- Toronto Maple Leafs (2018-)
- Sibir Nowosybirsk (2013-2015)
- Ak Bars Kazań (2019)
- SKA Sankt Petersburg (2019-)

Wychowanek Biełyje Miedwiedi Moskwa. Został zawodnikiem CSKA Moskwa. W jego strukturach przez trzy sezony grał w zespole Krasnaja Armija Moskwa w juniorskich rozgrywkach MHL. Od 2011 występował sporadycznie w zespole seniorskim w lidze KHL. Na sezon KHL (2012/2013) został przekazany do Amuru Chabarowsk. W maju 2013 został przetransferowany do Sibiru Nowosybirsk i występował w tej drużynie przez dwie edycje KHL. Od maja 2015 ponownie zawodnik CSKA. W maju 2018 został graczem Toronto Maple Leafs. Od maja 2019 prawa zawodniczego do niego nabył Ak Bars Kazań. W maju 2019 przeszedł do Ak Barsu Kazań. W listopadzie 2019 został przetransferowany do SKA Sankt Petersburg.
W składzie reprezentacji Rosyjskiego Komitetu Olimpijskiego (ang. ROC) brał udział w turnieju MŚ edycji 2021.

## Sukcesy
Reprezentacyjne
- Srebrny medal mistrzostw świata juniorów do lat 20: 2012

Klubowe
- Złoty medal MHL /  Puchar Charłamowa: 2011 z Krasnaja Armija Moskwa
- Srebrny medal MHL: 2012 z Krasnaja Armija Moskwa
- Mistrzostwo Dywizji Tarasowa w KHL: 2013 z CSKA Moskwa
- Mistrzostwo Dywizji Czernyszowa w KHL: 2015 z Sibirem Nowosybirsk[8]

Indywidualne
- KHL (2014/2015):
  - Najlepszy obrońca tygodnia - 25 stycznia 2015
- KHL (2015/2016):
  - Piąte miejsce w klasyfikacji strzelców wśród obrońców w fazie play-off: 3 gole
- KHL (2020/2021):
  - Drugie miejsce w klasyfikacji strzelców wśród obrońców w fazie play-off: 3 gole
  - Piąte miejsce w klasyfikacji kanadyjskiej wśród obrońców w fazie play-off: 7 punktów
- KHL (2021/2022):
  - Piąte miejsce w klasyfikacji strzelców wśród obrońców w fazie play-off: 3 gole
- KHL (2022/2023):
  - Czwarte miejsce w klasyfikacji strzelców wśród obrońców w sezonie zasadniczym: 11 goli
  - Najlepszy obrońca etapu - ćwierćfinały konferencji[9]
- KHL (2024/2025):
  - Drugie miejsce w klasyfikacji asystentów wśród obrońców w fazie play-off: 8 asyst
  - Trzecie miejsce w klasyfikacji kanadyjskiej wśród obrońców w fazie play-off: 10 punktów